# Eliad Cohen
Eliad Cohen (hébreu: אליעד כהן), né le 11 mai 1988 à Acre, est un producteur, acteur, mannequin et entrepreneur israélien. Il est le cofondateur de Gay-ville, un service de location de vacances ouvert aux gays ayant son siège à Tel Aviv. Il devint une personnalité gay célèbre en Israël après avoir été choisi comme mannequin à la une du Spartacus International Gay Guide pour l'édition 2011-2012, et par la suite apparaissait à la une de plusieurs magazines dans le monde.
Après avoir accompli son service militaire, Eliad Cohen aborda sa carrière de mannequin, entrant plus tard dans l'événementiel, notamment les séries PAPA et Arisa et diverses activités en faveur du tourisme gai en Israël. Il établit aussi un service en ligne bien connu, hébergé par son site Gay-ville.

## Carrière
Eliad est bien connu pour son rôle comme présentateur des fêtes télévisées Arisa, la première fête internationale dédiée au Mizrahi, un genre musical aux influences du Proche-Orient. Les créateurs d'Arisa s'adressèrent à Eliad pour lui proposer le rôle de vedette dans une leurs vidéos , qui se sont avérés très populaires et connaissent une popularité internationale en ligne. Néanmoins les productions ont été critiquées pour leur représentation de certains thèmes et caractères. En novembre 2011, l'équipe Arisa s'est rendue à São Paulo, Brésil où Eliad et ses coéquipiers se trouvèrent devant un public de presque mille personnes.